# Ivo Trumbić
Ivo Trumbić, né le 2 avril 1935 à Split et mort le 12 mars 2021 à Zagreb, est un joueur et entraîneur de water-polo yougoslave (croate), médaillé olympique.
Depuis 2015, il est inscrit sur la liste des membres de l'International Swimming Hall of Fame.